# Romano Fogli
Romano Fogli (* 21. Januar 1938 in Santa Maria a Monte (PI), Italien; † 21. September 2021 ebenda) war ein italienischer Fußballspieler und ‑trainer.

## Spielerkarriere

### Verein
Fogli begann mit dem Fußballspielen in der Jugend der AC Turin. Dort rückte er 1955 in die erste Mannschaft auf. 1958 wechselte er zum FC Bologna. Mit diesem Klub gewann er unter Fulvio Bernardini 1961 den Mitropapokal und 1964 die italienische Meisterschaft. Nach zehn Jahren in Bologna schloss sich Fogli der AC Mailand an, mit der er 1969 den Europapokal der Landesmeister und den Weltpokal gewann. Von 1970 bis 1974 spielte er für Catania Calcio, wo er seine Spielerkarriere in der Serie B beendete.

### Nationalmannschaft
Fogli debütierte am 13. Dezember 1958 beim 1:1 gegen die Tschechoslowakei in einem Spiel um den Europapokal der Fußball-Nationalmannschaften.
Er stand im italienischen Aufgebot bei der 1966 in England. Dort kam er bei der 0:1-Niederlage gegen Nordkorea zum Einsatz. Italien schied nach der Gruppenphase aus dem Turnier aus.
Insgesamt bestritt Fogli 13 Länderspiele zwischen 1958 und 1967 für die Squadra Azzurra, in denen er ohne Torerfolg blieb.

## Trainerkarriere
Nach seinem Karriereende als Spieler arbeitete Fogli als Trainer mehrerer italienischer Vereine in unterschiedlichen Spielklassen, darunter der FC Bologna, die US Foggia, die AS Livorno und die AC Siena. 1981 führte er die AC Reggiana aus der drittklassigen Serie C1 in die Serie B.
Romano Fogli verstarb am 21. September 2021 im Alter von 83 Jahren in seinem Geburtsort Santa Maria a Monte.

## Erfolge

### Als Spieler
- Italienischer Meister: 1963/64
- Europapokal der Landesmeister: 1968/69
- Weltpokal: 1969
- Mitropapokal: 1961

### Als Trainer
- Meisterschaft der Serie C1: 1981